# ダラス・スターズ
ダラス・スターズ（英: Dallas Stars）は、アメリカ合衆国テキサス州ダラスを本拠としているナショナルホッケーリーグ（NHL）所属のプロアイスホッケーチームである。
1993年以前はミネソタ・ノーススターズとして知られていた。

## 歴史
1967年にミネソタ州セントポールを本拠にミネソタ・ノーススターズが発足。ミネソタはブルーミントンのメトロポリタン球場に隣接して新たに建設されたメトロポリタン・スポーツセンター（メッツ・センター）で試合を開催していた。当初はプレイと観客動員数の双方の面で成果を挙げたものの、1970年代中盤の低迷の後財政困難に陥る。
1978年には同じく危機的状況にあったクリーブランド・バロンズ（前名カリフォルニア・ゴールデンシールズ）のオーナー、ガンド兄弟（ジョージ、ゴードン）に買収され、協会は2チームの合併を認可する。合併後はミネソタ・ノーススターズの名前を保ち続けたが、ディビジョンはバロンズの属していたアダムズ・ディビジョンに残った。合併により有望な選手を多く得たノーススターズは再興し、1981年のスタンレー・カップ決勝に進むが、その相手ニューヨーク・アイランダーズに敗れる。1990年代の初めには観客動員数の減少、新たな繁華街を取り込むことが困難なことなどから、オーナーは1990年サンフランシスコ・ベイエリアへの移転を要望するが、協会はこれを退け、代わりに新チーム、サンノゼ・シャークスのオーナー権をガンド兄弟へ与えることに合意する。もともとサンノゼにチームを置く予定だった投資家の集まりにノーススターズは売却され、最終的にはその中の一人、ノーマン・グリーンが支配権を握る。
翌年のスタンレー・カップ決勝ではピッツバーグ・ペンギンズ相手に敗北を喫する。2年後、更なる興行不振と激論のさなかで、グリーンはテキサス州ダラスのリユニオン・アリーナへとチームを移転する認可を得る。そこで名前もスターズへと改められた。1994年のプレイオフはシンデレラストーリーを演じたバンクーバー・カナックスに敗れる。その後グリーンはトム・ヒックスにチームを売却。1999年に、マイク・モダノ（Mike Modano）、ジョー・ニューウェンダイク、デリアン・ハッチャー、ブレット・ハルらを擁し決勝の相手バッファロー・セイバーズを打破、前身のミネソタ・ノーススターズ時代を含めて初のスタンレー・カップを獲得した。2000年のカップ決勝ではニュージャージー・デビルズに敗北。2001-02シーズン前に新設のアメリカン・エアラインズ・センターへ移転。
テキサス州への移転には当初懸念の声もあったが、スターズは成績の上でも経営的にも成功を収める。1999年にはカップ獲得に加え、最高のレギュラーシーズン総合成績を残したチームとしてプレジデンツ・トロフィーも受賞。過去9年間で地区優勝7回、ウェスタンカンファレンス制覇2回。
ダラス移転後はウェスタン･カンファレンスの｢Big four｣と呼ばれるなど強豪チームとして活躍。
さらに、2005年度以降にNHLで投入されたシュートアウトでは｢史上最強のシュートアウトチーム｣と呼ばれるような活躍をしている。
主にシュートアウトで活躍するのは、本来ディフェンスマンのセルゲイ･ズボブ(Sergei Zubov)、2005－2006年度に9連続シュートアウトでゴール、というNHL記録を成し遂げたユッシー･ヨキネン(Jussi Jokinen)など。
2008-2009年 ニクラス・ホグマン(Niklas Hagman)やアンティ・ミエティネン(Antti Miettinen)の流出、FAで獲得したショーン・エイブリー(Sean Avery)の大不振などで開幕から負けが込む。最終的に勝ち点8でプレーオフを逃し、2002-03年以降続いていた連続プレーオフ進出の記録は途絶えることとなった。